# Tongtianlong
Tongtianlong (що означає «дракон Tongtianyan») — рід динозаврів-тероподів овірапторидів, які жили в епоху пізнього маастрихту пізньої крейди. Він містить один вид, T. limosus.
Тунтяньлун був представником овірапторидів розміром з вівцю, групи всеїдних пернатих тероподів, схожих на птахів.